# Чуприково
Чуприково — деревня в городском округе Луховицы Московской области, до 2017 года входила в состав сельского поселения Головачёвское.
В деревне расположено 36 домов.
Находится в 1 километре от железнодорожного остановочного пункта линии Москва — Рязань Московской железной дороги «142 километр».
Рядом с деревней находится небольшое озеро, образованное запруженной речкой.
Магазинов в деревне нет, один раз в неделю приезжает автолавка.
70—80 % жителей деревни живут в ней круглый год. По вероисповеданию — в основном православные. Ближайшая церковь находится в Подлесной слободе (почти 4 км от деревни).

## Население
| 2002 | 2006 | 2010 |
| ---- | ---- | ---- |
| 43   | →43  | ↗56  |